# Fujiwara no Michinobu
Fujiwara no Michinobu (藤原道信; 972 – 20 agosto 994) è stato un poeta giapponese waka del medio periodo Heian.
Il suo nome è incluso negli elenchi antologici del Chūko Sanjūrokkasen e dell'Ogura Hyakunin Isshu.

## Biografia

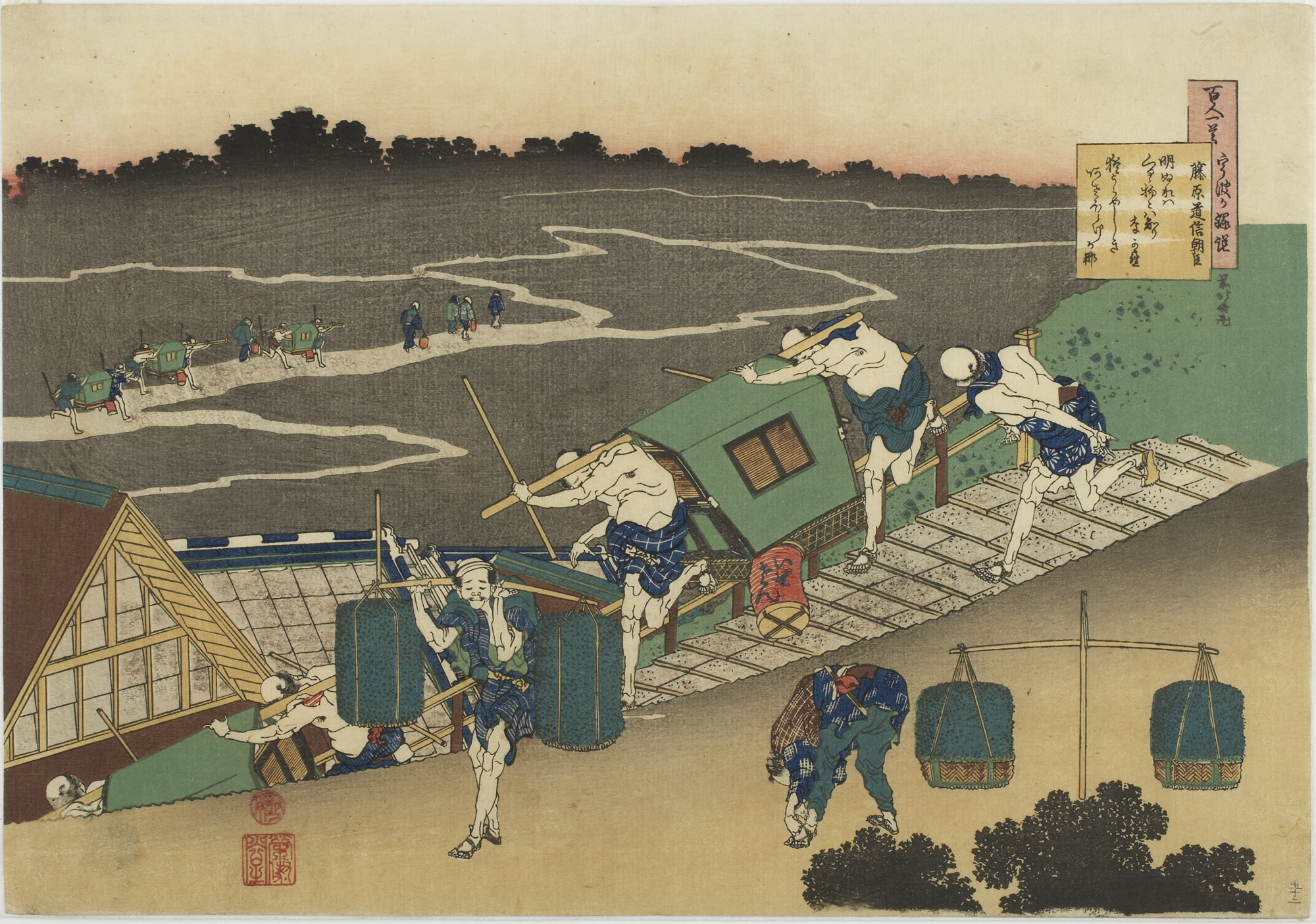
Katsushika Hokusai, The Poem of Fujiwara no Michinobu Ason, 1839, Princeton University Art Museum, raffigurante la poesia trascritta nel cartiglio in alto a destra:
Anche se lo so benissimo
Che la notte verrà di nuovo,
Anche quando è sorto il giorno;
Eppure, in verità, odio la vista,
Della luce venuta del mattino.

Era il terzo figlio del Daijō-daijin Fujiwara no Tamemitsu e della figlia del sesshō Fujiwara no Koretada.
Nel 986 fu adottato da suo zio, Fujiwara no Kaneie durante il Genpuku (cerimonia che segna il passaggio da bambino ad adulto). Servì come comandante della guardia e, sebbene morì giovane, era considerato un brillante comandante. Morì nel 994.

## Opera poetica
Quarantotto sue poesie furono incluse in antologie imperiali. Fu vicino a Fujiwara no Kintō, Fujiwara no Sanekata e Fujiwara no Nobukata.

La seguente poesia di lui è stata inclusa come n° 52 nell'Ogura Hyakunin Isshu di Fujiwara no Teika:
(Hyakunin Isshu  n° 52)

Una raccolta privata delle sue poesie, il Michinobu-shū (道信集), sopravvive.